# 라텍스 알레르기
라텍스 알레르기(Latex allergy)는 천연 고무 라텍스에 존재하는 단백질에 대한 다양한 알레르기 반응을 포괄하는 의학 용어이다. 일반적으로 천연고무 라텍스가 함유된 제품에 반복적으로 노출된 후에 발생한다. 라텍스 함유 의료 기기 또는 용품이 점막에 닿으면 점막이 라텍스 단백질을 흡수할 수 있다. 일부 취약한 사람들의 경우 면역 체계는 이러한 항원 단백질과 면역학적으로 반응하는 항체를 생성한다. 신발 밑창, 펜 그립, 뜨거운 물병, 고무 밴드, 고무 장갑, 콘돔, 젖병 젖꼭지, 풍선 등 많은 품목에 천연 고무가 포함되어 있거나 천연 고무로 만들어졌다. 결과적으로 반응을 유발할 수 있는 노출 경로는 다양하다. 라텍스 알레르기가 있는 사람은 바나나와 같은 일부 과일에 알레르기 반응이 나타나거나 나타날 수도 있다.
폴리아이소프렌은 라텍스의 주 성분과 구조가 같지만 안전하다. 니트릴 고무나 알레르기 저감 라텍스등읃 쓰기도 한다.

## 같이 보기
- 식품 알레르기